# 152 Atala
A 152 Atala a Naprendszer kisbolygóövében található aszteroida. Henry, Paul fedezte fel 1875. november 2-án.